# Bojary (przystanek kolejowy)
Bojary – przystanek kolejowy oddalony ok. 1,8 km od wsi Bojary, w gminie Turośń Kościelna, w powiecie białostockim, w województwie podlaskim, w Polsce. Znajduje się na granicy Narwiańskiego Parku Narodowego.

## Ruch pasażerski[1]
| Rok  | Wymiana pasażerska na dobę |
| ---- | -------------------------- |
| 2017 | 0-9                        |
| 2018 | 0-9                        |
| 2019 | 0-9                        |
| 2020 | 0-9                        |
| 2021 | 0-9                        |
| 2022 | 0-9                        |
| 2023 | 0-9                        |

## Modernizacja
Przed modernizacją składał się z dwóch peronów bocznych o długości 139 m. 
Przystanek jest obsługiwany przez pociągi regio spółki Polregio relacji Białystok – Szepietowo – Białystok. Według rozkładu jazdy 2019/20 w dzień roboczy uruchamianych było 11 par takich połączeń, natomiast czas przejazdu do/z Białegostoku wynosił 19–20 minut. Od 2020 roku w związku modernizacją linii kolejowej nr 6 większość pociągów regionalnych zostało zastąpionych zastępczą komunikacją autobusową, której pojazdy zatrzymują się na przystanku PKS przy drodze wojewódzkiej nr 682, oddalonym ok. 2,2 km od przystanku kolejowego, lecz w bliskim sąsiedztwie wsi Bojary. Ponadto w związku z ograniczeniem połączeń regionalnych związanym z modernizacją linii na przystanku zatrzymują się wybrane pociągi dalekobieżne spółki PKP Intercity.

## Galeria

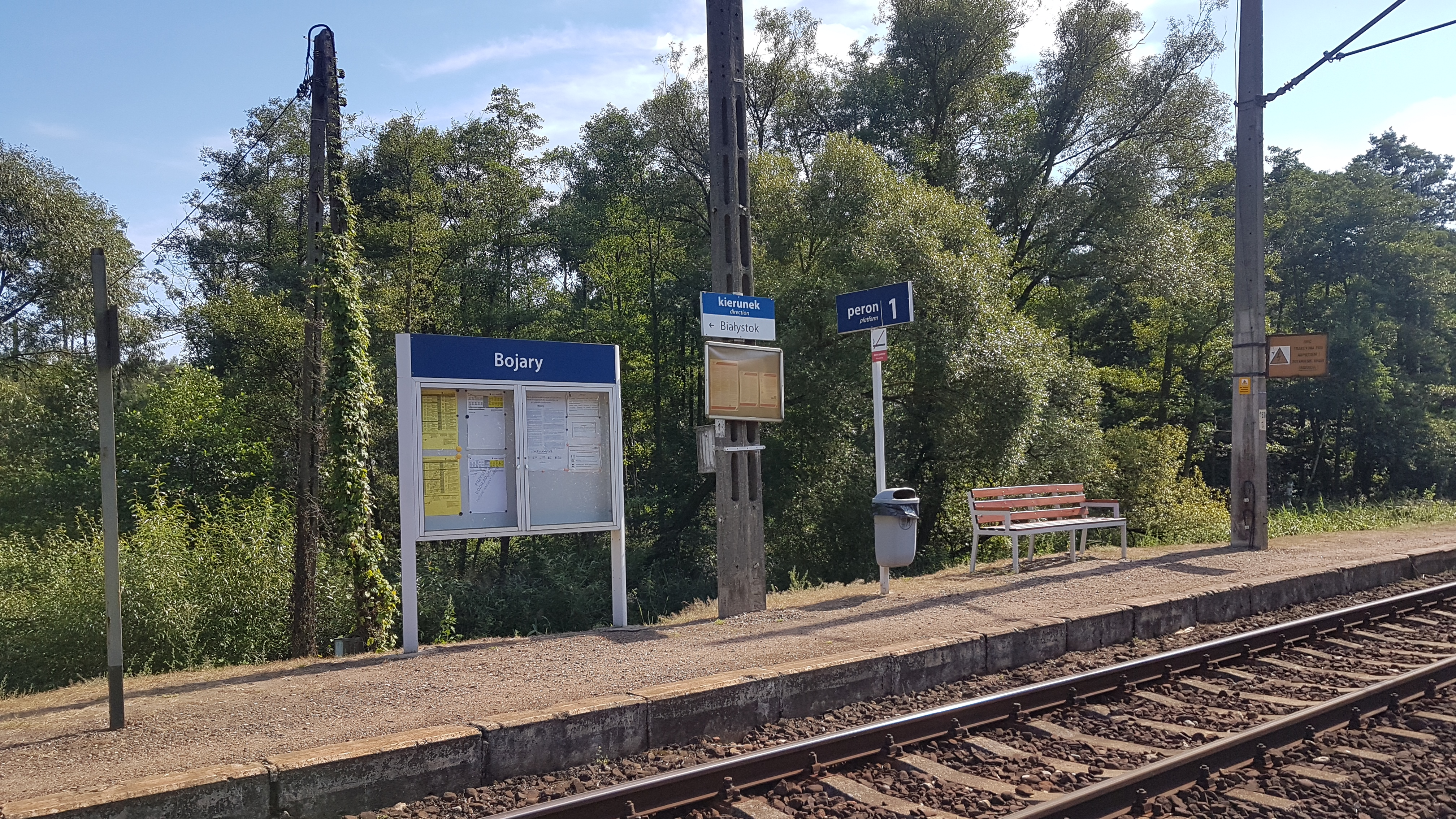
peron 1 (2020)
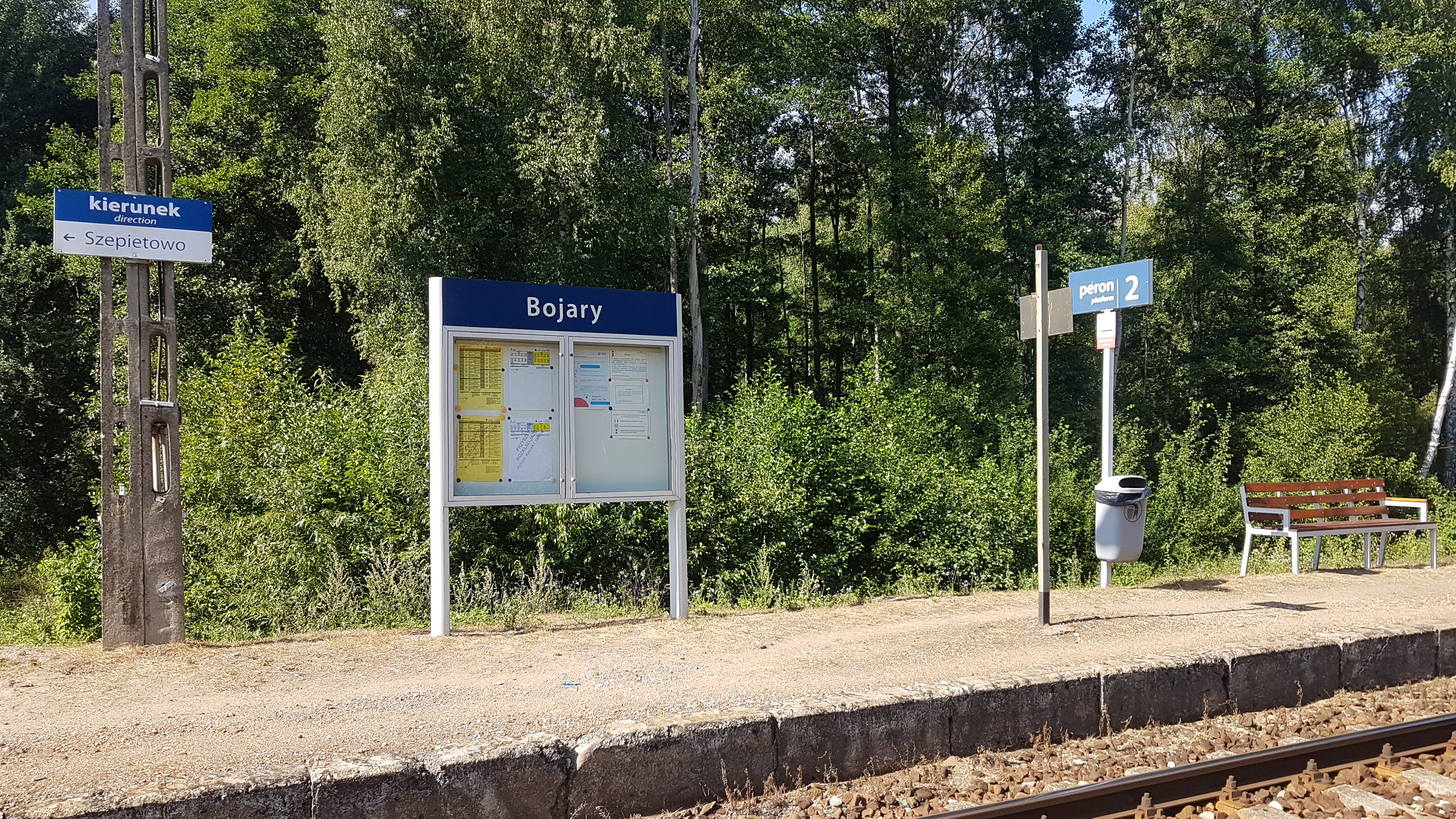
peron 2 (2020)
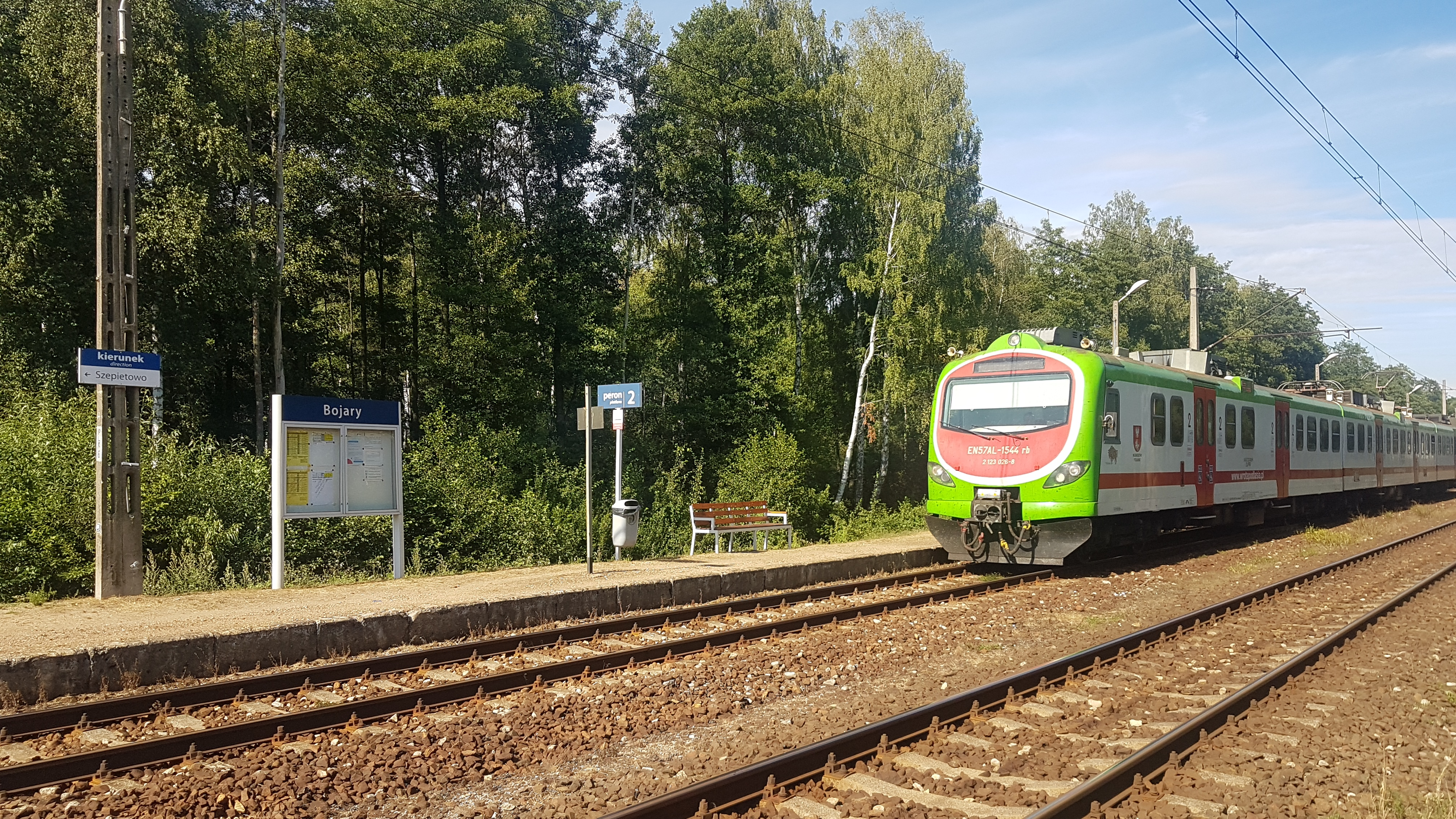
pociąg regio relacji Białystok – Szepietowo (2020)
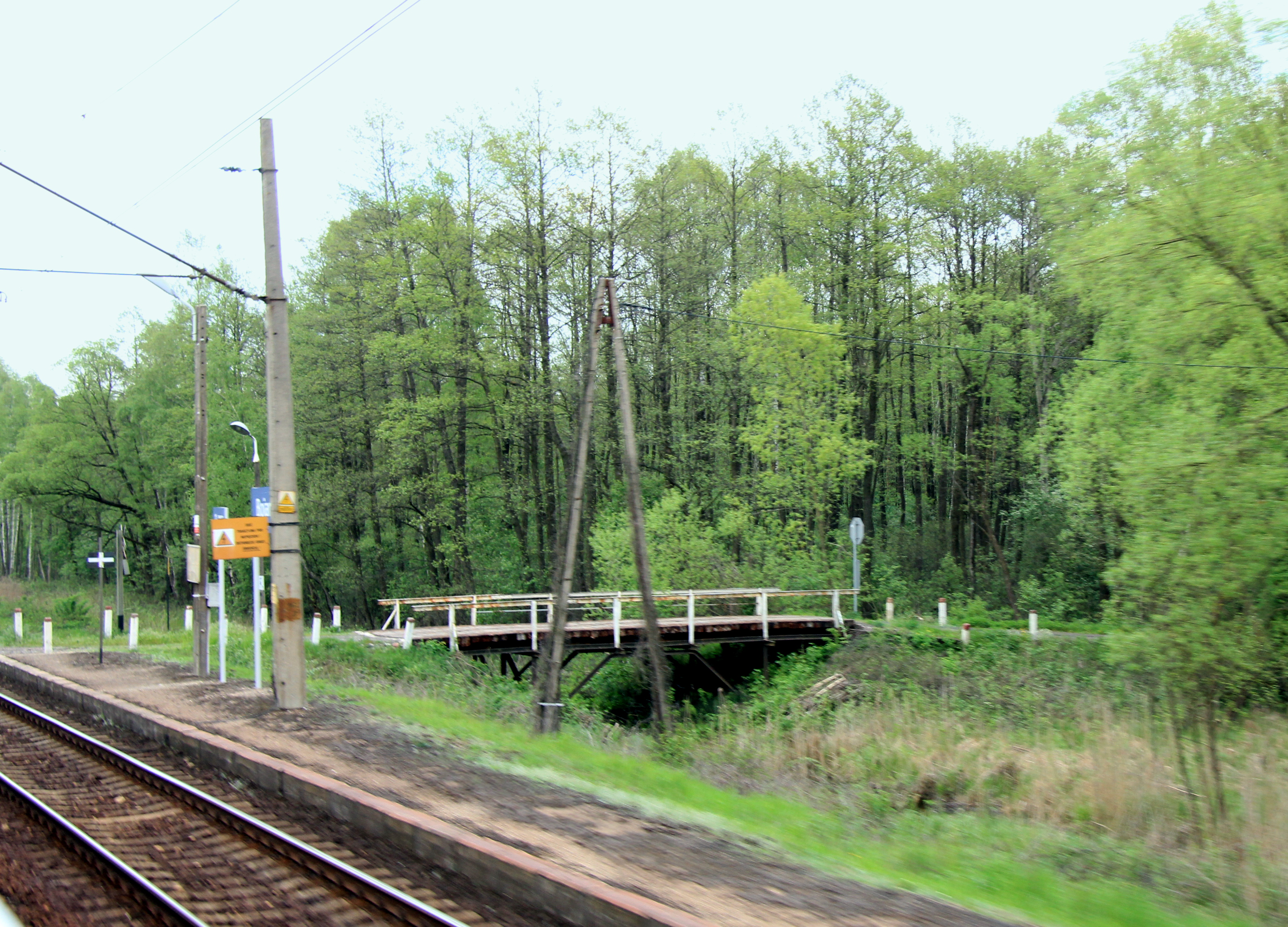
dojście do przystanku (2016)